# Ernest Vaast
Pour les articles homonymes, voir Vaast.

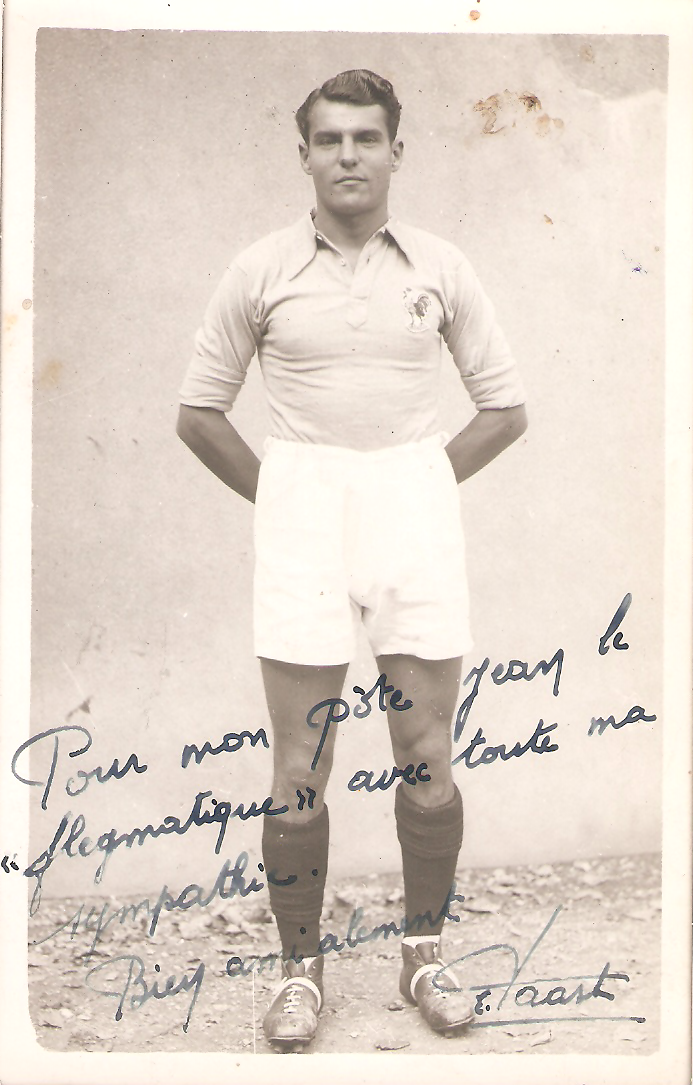
Ernest Vaast.

Ernest Vaast est un footballeur international français puis entraîneur, né le 28 octobre 1922 à Paris et mort le 10 avril 2011, à l'âge de 88 ans, à Clermont-Ferrand,. Il joue au poste d'ailier gauche du début des années 1940 au milieu des années 1950.
Formé au FC Levallois, il effectue la majorité de sa carrière professionnelle au sein du Racing club de Paris avec qui il remporte deux coupes de France en 1945 et 1949. Il joue également dans les clubs du Servette FC, du Stade rennais et au Red Star. Après sa carrière professionnelle, il devient entraîneur au sein de clubs amateurs.
Il est sélectionné à 15 reprises en équipe de France entre 1945 et 1949 et marque 11 buts. Il est le premier footballeur français à avoir marqué à Wembley.

## Biographie
Ernest Vaast passe son enfance à Gennevilliers, son père travaille à la centrale à gaz et aux Ponts et Chaussées  et sa mère, femme au foyer, s'occupe des  cinq enfants du couple. Il signe sa première licence à neuf ans à l'US Gennevilliers puis deux ans plus tard, rejoint en minimes l’USA Clichy. À treize ans, il signe au FC Levallois et intègre, à l'âge de 17 ans, l'équipe première et joue trois ans en division d’honneur. Il travaille en même temps au sein de l’entreprise du président du FC Levallois comme mécanicien et riveur.

### Débuts au Racing
En juillet 1942, Ernest Vaast, surnommé « Nenesse », est approché par le SO Charenton mais les dirigeants du Racing club de Paris se montrent plus rapides et il signe une licence amateur au sein du club parisien. Les dirigeants du Racing lui permettent d'échapper au STO en étant nommé moniteur d’éducation physique au lycée Louis-le-Grand.
Il devient rapidement titulaire sous le maillot ciel et blanc et après l'épisode de l'équipe fédérale Paris-Capitale en 1943-1944 qui voit l'équipe parisienne terminer troisième du championnat, il retrouve le Racing. Ernest Vaast est sélectionné le 30 septembre 1944 en équipe de France, celle-ci rencontre au Parc des Princes l'armée britannique, dans un match non officiel, qui l'emporte 5-0. Il connaît quelques mois plus tard sa première sélection officielle, le 8 avril 1945, à Lausanne, la France s'incline face aux Suisses (1-0) dans ce premier match après la Libération.
Le 26 mai 1945, il est de nouveau rappelé sous le maillot tricolore pour un match de prestige contre les Anglais à Wembley. Ernest Vaast marque le but de l’égalisation à un partout à la 44e minute, le premier but marqué par un Français dans ce stade. Finalement, les tricolores font match nul, deux à deux, avec les Anglais. C'est la première fois que ceux-ci sont tenus en échec par une équipe continentale sur leur terrain,.
En fin de saison, le 6 mai 1945, il remporte la coupe de France avec le Racing en battant le LOSC (3-0). Les saisons suivantes sous le maillot du Racing se terminent en milieu du classement. En équipe de France, il remporte des victoires de prestige contre l'Angleterre en 1946 où il marque le but de la victoire, deux à un, à la 65e minute et réalise un triplé contre le Portugal en 1947.

### L'affaire Vaast
Au printemps 1948, Ernest Vaast est blessé gravement au bas-ventre, lors d'un match amical contre des amateurs, et ne peut jouer pendant plusieurs mois. Il se rend alors en convalescence en Haute-Savoie et lors d'un voyage en Suisse, il fait connaissance d'André Facchinetti et de Lucien Pasteur, internationaux suisses. Ceux-ci lui proposent de prendre la gérance de leur salon de thé « Le Mercador » et de rejoindre le Servette FC ce qu'il accepte.
Il dispute sous ses nouvelles couleurs deux matchs amicaux avec la réserve du club qui se soldent par deux victoires. Les dirigeants de la Fédération française, de la Fédération internationale et ceux du Racing n'acceptent pas ce transfert et l'accusent d'avoir participé à une rencontre officielle avec son nouveau club sans avoir obtenu sa lettre de sortie et d'avoir rompu unilatéralement le contrat le liant au Racing. Il se retrouve suspendu à vie, ne peut plus jouer au Servette, Facchinetti et Pasteur sont obligés de vendre le salon de thé et Ernest se retrouve alors sans travail.

### Retour au Racing et fin de carrière
Ernest rentre alors en France en mars 1949 et retrouve sa place au Racing. Avec son club, il atteint la finale de la coupe de France où il retrouve en face, comme en 1945, le LOSC. Ernest marque le quatrième but du Racing à la 52e minute et les ciel et blanc s'imposent 5-2. Vaast est choisi pour jouer ce match à la place de Spasoje Nikolić grâce à un tirage au sort effectué à pile ou face par l'entraîneur.
Redevenu sélectionnable trois mois après son retour au Racing, il connait le 19 juin 1949 sa dernière sélection en équipe de France lors d'un match amical contre l'Espagne à Colombes, les Français s'inclinent lourdement cinq à un. L'année suivante, il est de nouveau finaliste de la coupe de France mais doit s'incliner face au Stade de Reims sur deux buts marqués en contre en deux minutes (2-0).
À vingt-neuf ans, il est transféré contre 5 millions d'anciens francs au Stade rennais où il dispute 46 matchs et marque huit buts,. Le club est relégué en division 2 en 1953 et il rejoint alors le Red Star. Il doit mettre fin à sa carrière après sept mois de compétition à la suite d'une rupture du talon d’Achille.

### Reconversion comme entraîneur
Ernest Vaast devient alors entraîneur et passe ses diplômes en 1954 à l'institut national des sports. Il se classe 6e sur 400 candidats ce qui ne lui permet pas d'entraîner des professionnels, possibilité accordée seulement aux seuls cinq premiers. Il devient entraîneur-joueur au Réveil de Bressuire jusqu'en 1956 puis à l'AS Cherbourg pendant trois ans. Sous ses ordres, L'ASC retrouve le CFA en étant championne de Normandie de division d'honneur en 1957, le club reste à ce niveau pendant trois saisons. Le club atteint également les seizièmes de finale de la coupe de France en 1958.
En 1959, il signe à l'US Saint-Georges-les-Ancizes et fait monter le club en division d'honneur. Il parvient également en 32e de finale de coupe de France où le club s'incline face à Gardanne. Il quitte le club en 1965 à la suite des problèmes de santé de sa femme et rejoint l'AS Gien comme entraîneur et fait monter le club en CFA. En 1967, il dirige le Rodez AF avec qui il remporte en 1969 le championnat de division d'honneur Midi-Pyrénées. En 1970, il s'installe à Balaruc-les-Bains, ville où il fait souvent des cures depuis 1952 à la suite d'un diagnostic de coxarthrose à la hanche gauche.
Il revient en 1973 à l'US St-Georges-les-Ancizes retombé en promotion d'honneur. Il permet au club de remonter en division d'honneur puis en 1975 de devenir champion de division d'honneur d'Auvergne. Le club ne reste qu'une saison en troisième division et retombe en division d'honneur régionale en 1977. Ernest Vaast met alors fin à sa carrière d'entraîneur à l'âge de 55 ans et retourne à Balaruc-les-Bains.

## Palmarès
Ernest Vaast remporte, comme joueur, la Coupe de France en 1945 et 1949 avec le Racing club de Paris, il est également finaliste de la compétition avec ce club en 1950. Il compte quinze sélections en équipe de France pour onze buts inscrits.
Comme entraîneur, il est champion de division d'honneur Normandie en 1957 avec l'AS Cherbourg, champion de division d'honneur Midi-Pyrénées en 1969 avec Rodez AF et champion de division d'honneur d'Auvergne en 1975 avec l'US Saint-Georges-les-Ancizes.

## Carrière
Le tableau ci-dessous résume les statistiques en match officiel d'Ernest Vaast durant sa carrière de joueur professionnel.
| Saison      | Club                 | Pays       | Championnat          | Sélection           |
| Saison      | Club                 | Pays       | Matchs/buts          | Matchs/buts         |
| ----------- | -------------------- | ---------- | -------------------- | ------------------- |
| 1944 - 1945 | Racing club de Paris | Division 1 | ? matchs             | 2 matchs / 1 but    |
| 1945 - 1946 | Racing club de Paris | Division 1 | 26 matchs / 14 buts  | 6 matchs / 5 buts   |
| 1946 - 1947 | Racing club de Paris | Division 2 | 36 matchs / 18 buts  | 4 matchs / 2 buts   |
| 1947 - 1948 | Racing club de Paris | Division 1 | 31 matchs / 16 buts  | 2 matchs / 3 buts   |
| 1948 - 1949 | Servette FC          | Division 1 | 0 match              | -                   |
| 1948 - 1949 | Racing club de Paris | Division 1 | 5 matchs / 3 buts    | 1 match             |
| 1949 - 1950 | Racing club de Paris | Division 1 | 15 matchs / 4 buts   | -                   |
| 1950 - 1951 | Racing club de Paris | Division 1 | 22 matchs / 8 buts   | -                   |
| 1951 - 1952 | Stade rennais        | Division 1 | 22 matchs / 3 buts   | -                   |
| 1952 - 1953 | Stade rennais        | Division 1 | 22 matchs / 5 buts   | -                   |
| 1975 - 1976 | Lille OSC            | Division 1 | 32 matchs / 4 buts   | -                   |
| 1953 - 1954 | Red Star             | Division 2 | 7 matchs / 2 buts    | -                   |
| Total       | Total                | Total      | 186 matchs / 73 buts | 15 matchs / 11 buts |